# Christian Bérard
Christian Bérard, även känd som Bebe, född 20 augusti 1902 i Paris, död 11 februari 1949 i Paris, var en fransk målare, modeskapare och teaterdekoratör. Under 1930- och 40-talen gjorde han scenuppsättningar åt Sergei Diaghilev, Jean Cocteau, Louis Jouvet och Jean-Louis Barrault. Bérard och hans älskare Boris Kochno, som regisserade Ryska baletten och var en av grundarna av Ballet des Champs-Elysées, var ett av de mest öppet framträdande homosexuella paren inom den franska teatern under denna tid.
Sparsam dekor och en asketisk kolorit är utmärkande för hans uppsättningar. Hans särskilda styrka var förmågan att gestalta en historisk miljö och att anpassa kostymerna till de olika rollkaraktärerna.

## Biografi
Bérard studerade som barn vid Lycée Janson de Sailly och 1920 började han vid Academie Ranson, där hans stil påverkades av Edouard Vuillard och Maurice Denis.
Han hade sin första utställning 1925 på Galleri Pierre. Redan från början av sin karriär hade han intresse för teaterdekor och kostymdesign. Han spelade också en viktig roll i utvecklingen av teaterdekorens design under 1930- och 40-talen.
I början av 30-talet arbetade Bérnard med Jean-Michel Frank, en ledande profil inom Art Deco, med målning av kulisser, träarbeten och design av mattor. Han arbetade även som illustratör åt Coco Chanel, Elsa Schiaparelli och Nina Ricci. Hans mest berömda verk var nog hans glänsande, magiska skapelser av scenografi och dräkter för Jean Cocteaus film La Belle et la Bete (Flickan och odjuret) (1946).

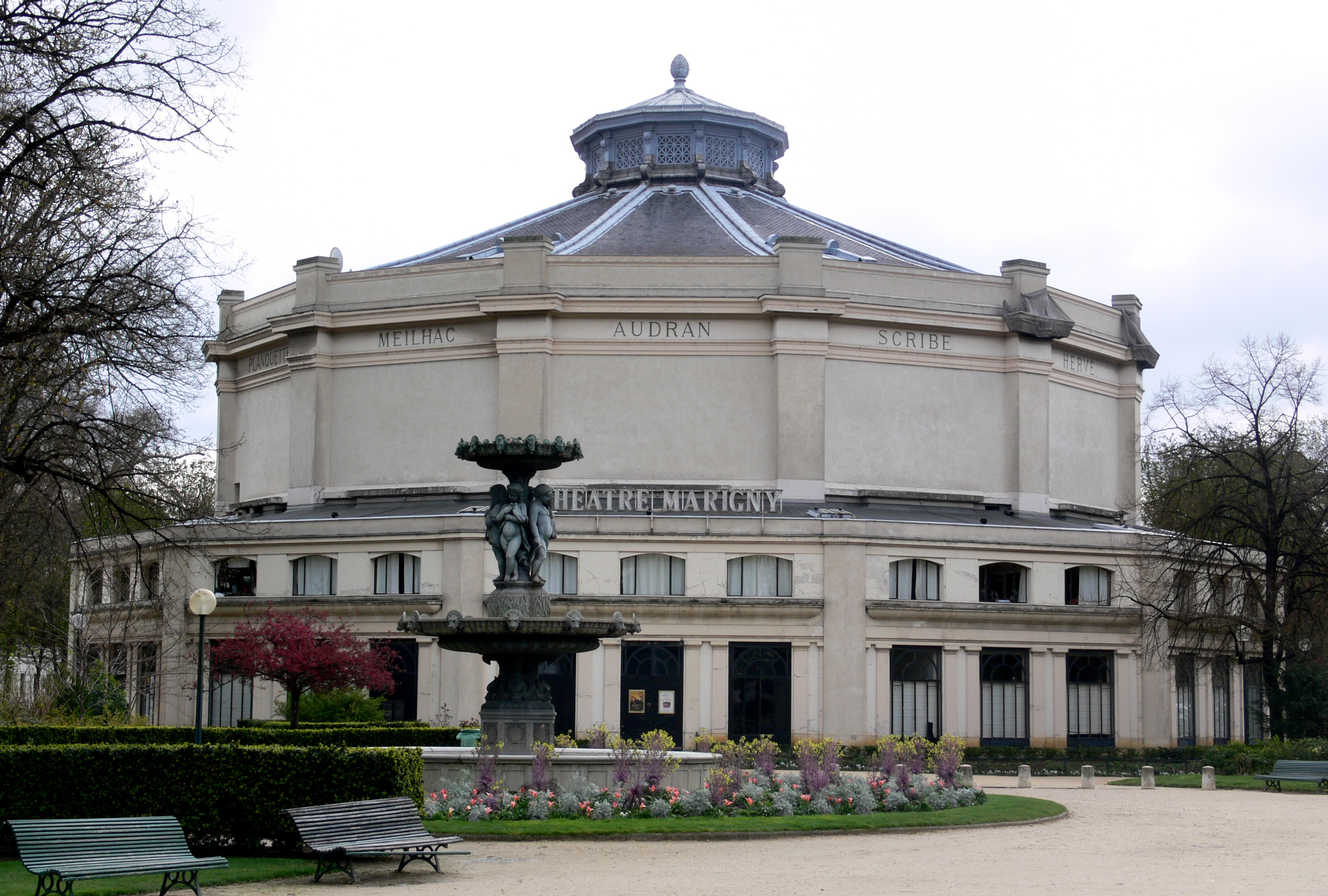
Théâtre de Marigny, Paris

Bérard dog plötsligt i en hjärtattack på scenen på Théâtre de Marigny. Francis Poulencs' Stabat Mater (1950) komponerades till hans minne och Jean Cocteau dedicerade sin film Orphée (1950) till honom.